# Balkhausen (Kerpen)
Balkhausen ist ein Ortsteil der Stadt Kerpen im Rhein-Erft-Kreis, Nordrhein-Westfalen.

## Lage
Balkhausen liegt in der Zülpicher Börde und im Naturpark Rheinland. Durch den Ort führen die Landesstraße 163, eine ehemalige römische Heerstraße, und die Kreisstraße 50. Westlich des Ortes verläuft die A 61 und östlich die A 1.

## Geschichte

### Ortsgeschichte
Balkhausen bildete zusammen mit Türnich eine Unterherrschaft im Herzogtum Jülich, die bis zum Ende des 18. Jahrhunderts bestand. Die Grundherrschaft hatte das Stift Essen.
Im Ort erinnert ein Gedenkstein an die alte Pfarrkirche St. Rochus, deren Neubau in Türnich am 16. November 1955 von Kardinal Frings konsekriert wurde. Der Ort gehörte bis zur Neugliederung durch das Köln-Gesetz, die am 1. Januar 1975 in Kraft trat, zur Gemeinde Türnich.

### Starfighterunfall 1962
Am 19. Juni 1962 geschah etwa 1 km von Balkhausen entfernt eine der schwersten Katastrophen in der Geschichte der Bundesluftwaffe. Eine vom Fliegerhorst Nörvenich gestartete Kunstflugstaffel verunglückte während eines Übungsflugs. Drei der vier Starfighter bohrten sich praktisch senkrecht in den Boden, der vierte stürzte etwa 300 m entfernt ab. Alle vier Piloten kamen ums Leben.

## Verkehr
Die VRS-Buslinien 911, 955 und 977 der Rhein-Erft-Verkehrsgesellschaft verbinden den Ort mit Brüggen, Sindorf, Horrem und Erftstadt. Zusätzlich verkehren einzelne Fahrten der auf die Schülerbeförderung ausgerichteten Linien 944 und 974.
| Linie | Verlauf |
| ----- | --- |
| 911   | Brüggen – Balkhausen – Türnich – Kerpen – Sindorf                                                                 |
| 944   | Brüggen – Balkhausen – Türnich – Horrem Bf / Horrem Markt – Sindorf                                               |
| 955   | Horrem Bf – Türnich – Balkhausen – Brüggen – Kierdorf – Köttingen – Liblar – Erftstadt Bf – Bliesheim – Lechenich |
| 974   | Stadtverkehr Erftstadt                                                                                            |
| 977   | Erftstadt Bf – Liblar – Frauenthal – Köttingen – Kierdorf – Brüggen – Balkhausen – Türnich – Frechen Rathaus      |

## Sonstiges

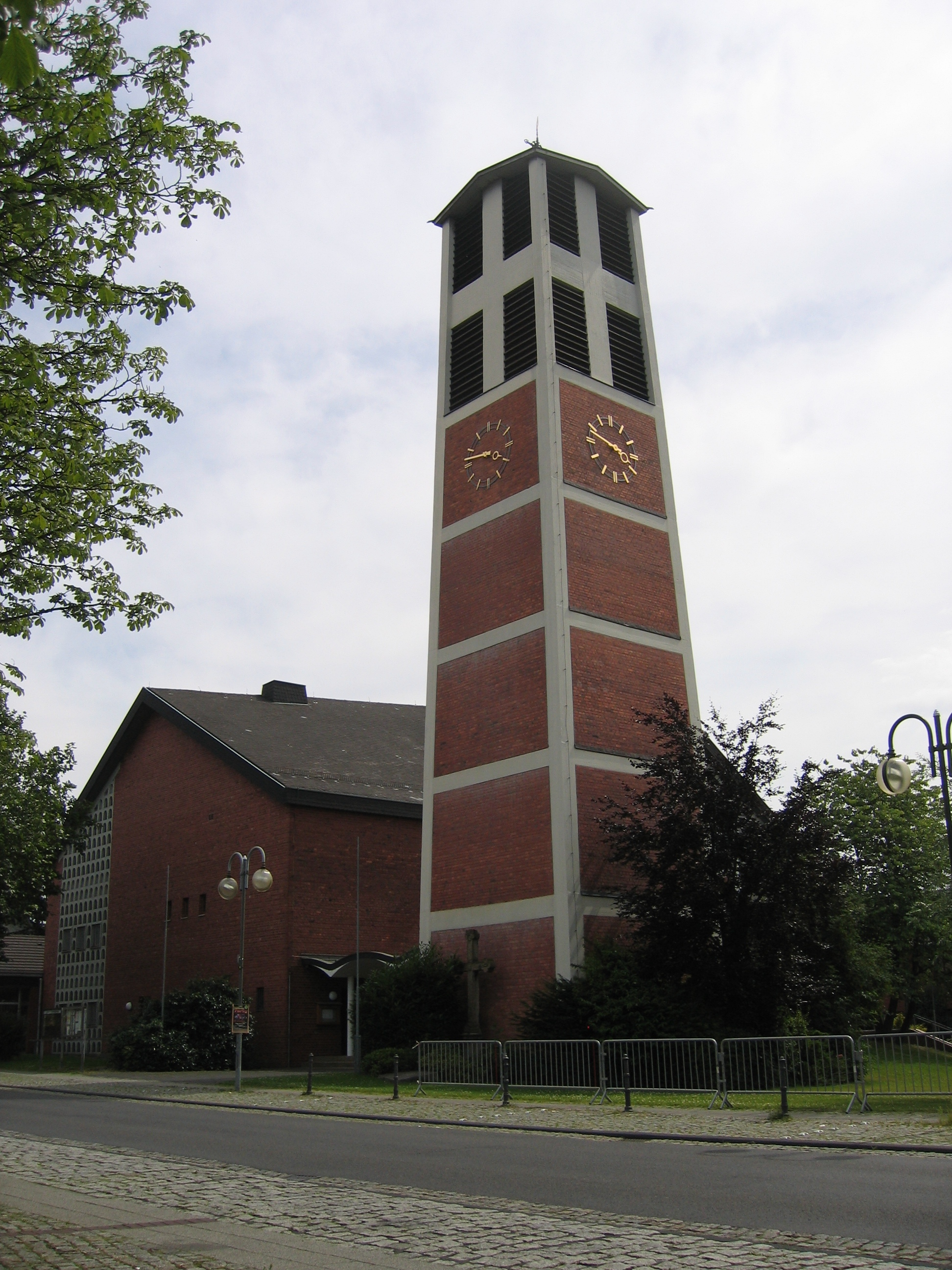
Kirche St. Rochus

- Die katholische Pfarrkirche, die heute in Türnich steht, ist St. Rochus geweiht.
- Der TV Alpenglühn Balkhausen 1900 e. V. ist der größte Sportverein am Ort.[5]